# Rimi Nishimoto
Rimi Nishimoto (西本りみ Nishimoto Rimi; * 25. Oktober 1994 in der Präfektur Hyōgo) ist eine japanische Seiyū und Schauspielerin. Sie steht bei der Talentagentur HiBiKi unter Vertrag.

## Karriere
Im Jahr 2013 nahm Nishimoto an einem Vorsingen für das Multimedia-Projekt Milky Holmes teil, erreichte dort die finale Ausscheidung, schaffte es aber nicht in die Idol-Gruppe. Obwohl Nishimoto das Vorsingen nicht gewinnen konnte, zeigte sich Takaaki Kidani beeindruckt und sah etwas „spezielles an ihr.“
Im April des Jahres 2015 wurde Nishimoto gemeinsam mit Ayasa Itō, die 2013 gemeinsam mit ihr an dem Vorsingen teilnahm, in die Gruppe Poppin’Party integriert, die zum Multimedia-Projekt BanG Dream! gehört. Dort schlüpft sie bei Live-Konzerten in die Rolle der Rimi Ushigome. Auch in dem Anime spricht sie diesen Charakter. Kidani plante bereits im Jahr 2014 Nishimoto in das Projekt einzubinden. Sie spielte zu diesem Zeitpunkt Piano und Gitarre, hatte aber kaum Erfahrungen mit dem E-Bass.
Im Jahr 2017 hatte Nishimoto eine Sprechrolle in der Anime-Umsetzung zu Hina Logi: From Luck & Logic in der sie den Charakter Amol spricht. Auch hatte sie Synchronsprechrollen in den Animes zu Future Card Buddyfight, Cardfight!! Vanguard, Rebirth und Assault Lily.

## Diskografie
- → Hauptartikel: BanG Dream!/Diskografie#Poppin’Party

## Sprechrollen (Auswahl)
- 2017: Hina Logi: From Luck & Logic als Amor
- seit 2017: BanG Dream! als Rimi Ushigome
- 2018: Future Card Buddyfight als Haru Mikado
- 2019: Cardfight!! Vanguard als Aneska
- 2020: Assault Lily als Fumi Futagawa